# Laurembergia minor
Laurembergia minor är en slingeväxtart som först beskrevs av Charles Baron Clarke, och fick sitt nu gällande namn av D. Philcox. Laurembergia minor ingår i släktet Laurembergia och familjen slingeväxter. Inga underarter finns listade i Catalogue of Life.